# Amilton Godói
Amilton Teixeira de Godoy (Bauru, 2 de março de 1941) é um pianista de jazz e de música popular brasileira integrante do trio musical Zimbo Trio.

## Discografia
- Zimbo Trio
- Brasil musical-Série Música Viva-Zimbo Trio e Maurício Einhorn
- Caminhos cruzados-Zimbo Trio interpreta Tom Jobim
- Entre amigos/Claudya & Zimbo Trio